# يائيل ماركوفيتش
يائيل ماركوفيتش (بالعبرية: יעל מרקוביץ، وضوحا ياعيل، من مواليد 15 سبتمبر في حيفا، إسرائيل) عارضة أزياء وحاملة لقب ملكة جمال إسرائيلية أمريكية . شاركت في مسابقة ملكة جمال الدولية 2012، لكنها تتمكن من الحصول على مراكز متقدمة. ظهرت على عدد من أغلفة المجلات الإسرائيلية. آسكمان

## نشأتها
ولدت يائيل ماركوفيتش في حيفا ، إسرائيل.

## الروابط الخارجية
- الموقع الرسمي